# Sibioara, Constanța
Sibioara este un sat în comuna Lumina din județul Constanța, Dobrogea, România. În trecut s-a numit Cicrâcei/ Cicrâcci (în turcă Çıkrıkçı). La recensământul din 2011 înregistra o populatie de 433 locuitori, in scadere cu peste 3% fata de populația recenzatã în 2002 (447 locuitori).